# Turmalina (Minas Gerais)
Turmalina is een gemeente in de Braziliaanse deelstaat Minas Gerais. De gemeente telt 18.134 inwoners (schatting 2009).

## Aangrenzende gemeenten
De gemeente grenst aan Bocaiúva, Botumirim, Capelinha, Carbonita, Leme do Prado, Minas Novas en Veredinha.